# 2012年の交通
2012年の交通（2012ねんのこうつう）とは、2012年（平成24年）に起こった交通関係の出来事をまとめたページである。
2011年の交通 - 2012年の交通 - 2013年の交通

## 出来事の一覧

### 1月
- 13日
  - （海運事故）  クルーズ客船コスタ・コンコルディアが、イタリアのジリオ島付近の浅瀬に座礁。船体に大きな亀裂が入り浸水し、沈没した。

### 2月
- 7日
  - （処分）  名古屋市交通局の市バスの事故隠しでバス11台を最大20日間の使用停止処分[1]。
- 27日
  - （海運事故）  イタリアの豪華客船「コスタ・アレグラ」が、インド洋のセーシェル沖で火災を起こし航行不能[2]
- 29日
  - （運航開始）  長崎-上海航路（HTBクルーズ）の営業運航開始[3]

### 3月
- （通航料変更）  スエズ運河庁がスエズ運河の通航料を値上げ[4]。

### 4月
- 29日
  - （交通事故）  JR金沢駅から東京ディズニーリゾート (TDR)へ向かっていた観光ツアーバスが群馬県藤岡市の関越自動車道 藤岡JCT付近で防音壁に衝突する交通事故が発生[5]。バスが大破し乗客7人が死亡、2人が重体、12人が重傷、25人が軽傷を負った[5]。

### 10月
- （通航料変更）  パナマ運河庁がパナマ運河の通航料を値上げ[4]。
- 1日
  - （退役）  鹿児島～沖縄航路からマルエーフェリー「フェリーなみのうえ」が退役。